# IBCスタジオ
座標: 北緯51度31分12.53秒 西経0度8分43.7秒 / 北緯51.5201472度 西経0.145472度
IBCレコーディング・スタジオ（IBC Recording Studios、IBC: International Broadcasting Company）は、イギリス、ロンドンの35 ポートランド・プレイスに位置する録音スタジオ。1960年代から1970年代にかけて、有名アーティストがレコーディングに使用するようになり、国際的に知られるようになった。
1970年代後半、チャス・チャンドラーがスタジオを買い取り、ポートランド・レコーディング・スタジオに改名した。ここには、ジョージ・ペッカムの編集室（ポーキー・プライム・カッツ）や、ラジオコマーシャルのレコーディングやプロデュースを専門とする会社、レディオトラックス・スタジオもあった。スタジオは後に、ドン・アーデンによって買い取られ、彼の息子、デヴィッド・アーデンに引き継がれた。
長い歴史のなかで、特にIBCの最盛期には、デニス・キングの監督のもと、独自の設備が多く制作された。4チャンネルステレオ・ミキシング・デスクは、1970年代初頭に設計され、1980年代後半になって、建物が替わってもなお使用されていた。このデスクは4チャンネルステレオの長所を引き出すためにつくられ、これは決して普及せず、現在では使われていないが、当時の音楽を先駆した。さらには、ギルドホールで行われたロンドン市長800年記念式典など、大きなイベント向けのサウンドトラックをミキシングするためにも使われた。しかし、全ての大規模なミキシングデスクは解体され、現在は小さなデスクが個人のもとで所有されている。この小さな完全トランジスタ化デスクは1958年頃に作られ、1960年には、ロニー・ドネガンの「マイ・オールド・マンズ・ ア・ダストマン」の収録に使われた。

## 収録アーティスト
- ジ・アクション
- アダム・フェイス
- ビートルズ
- ビージーズ
- ビリー・J・クレイマー
- ペトゥラ・クラーク
- クリーム
- ディープ・パープル
- デュエイン・エディー
- イージービーツ
- エルトン・ジョン
- イコールズ
- ゴールデン・イヤリング
- ハーモニー・グラス
- ジミ・ヘンドリックス
- ジミー・ペイジ
- キンクス
- ロンドン
- ロリ・バルマー
- マーブルズ
- P.P.アーノルド
- ロッド・スチュワート
- ローリング・ストーンズ
- サマンサ・サング
- スレイド
- スモール・フェイセス
- ステイタス・クォー
- トニー・ブラックバーン
- サンダークラップ・ニューマン
- ザ・フー
- ティン・ティン
- ペドラーズ
- ロイ・フィリップス

## 現在
スタジオは現在、ホログラム会社のミュージオンによって所有され、ホログラム技術を実演するスペースとして用いられ、ホログラム写真を使った放送の一場面を収録している。マドンナはこのシステムを使って、グラミー賞に出演した。